# Melanostigma inexpectatum
Melanostigma inexpectatum är en fiskart som beskrevs av Parin, 1977. Melanostigma inexpectatum ingår i släktet Melanostigma och familjen tånglakefiskar. Inga underarter finns listade i Catalogue of Life.